# Мачакос
Мачакос (англ. Machakos) — город в Кении, столица округа Мачакос.

## История
20 июля 2002 года в Мачакосе был подписан протокол между Народной армией освобождения Судана и Суданом. Данный протокол стал первой главой Найвашского соглашения, которое положило конец второй гражданской войне в Судане.

## Религия
Город является центром одноимённой католической епархии.

## Географическое положение
Город расположен на высоте 1.714 метров над уровнем моря.

## Демография
Население города по годам:
| 1999   | 2010   |
| ------ | ------ |
| 28 891 | 34 908 |